# Otto Meier
Otto Meier (ur. 3 stycznia 1889 w Magdeburgu, zm. 10 kwietnia 1962 w Poczdamie) – niemiecki polityk socjaldemokratyczny, poseł do Landtagu Prus czasów Republiki Weimarskiej i przewodniczący Landtagu Brandenburgii czasów NRD.

## Życiorys
Meier wstąpił do Socjaldemokratycznej Partii Niemiec w 1911 roku, a od 1917 roku członek Niezależnej Socjaldemokratycznej Partii Niemiec. W latach 1918–1919 był sekretarzem USPD w Berlinie i redaktorem jej organów prasowych - Volksrecht (1919-1920), Volksfreund (1920-1921) oraz Die Freiheit (1922). W 1922 roku przystąpił ponownie do SPD, został członkiem zarządu rejonowego partii w Berlinie oraz członkiem redakcji dziennika Vorwärts.
Meier zasiadał w Landtagu Prus od 1921 do 1933 roku. Po przejęciu władzy w Niemczech przez nazistów, wielokrotnie aresztowany i dwukrotnie wysyłany do obozu koncentracyjnego Sachsenhausen w 1939 i 1944 roku. Po wojnie został członkiem komitetu centralnego SPD i redaktorem Das Volk. W 1946 roku wybrany do władz krajowych Socjalistycznej Partii Jedności Niemiec. 
W 1948 roku zasiadał w Niemieckiej Radzie Ludowej (Deutscher Volksrat), od 1949 do 1950 w Tymczasowej Izbie Ludowej (Provisorische Volkskammer) i Tymczasowej Izbie Krajów Związkowych (Provisorische Länderkammer der DDR), a od 1950 do 1958 w Izbie Krajów Związkowych. W latach 1946–1952 zasiadał w Landtagu Brandenburgii, od 1949 jako przewodniczący. 
W 1958 roku uhonorowany tytułem doktorem honoris causa Uniwersytetu Marcina Lutra w Halle i Wittenberdze, a od 1959 roku honorowy obywatel Poczdamu. Pochowany na berlińskim Cmentarzu Centralnym Friedrichsfelde w dzielnicy Lichtenberg.